# Čachovice
Čachovice (en allemand : Tschachwitz) est une commune du district de Mladá Boleslav, dans la région de Bohême-Centrale, en République tchèque. Sa population s'élevait à 885 habitants en 2020.

## Géographie
Čachovice se trouve à 9 km à l'est-sud-est de Benátky nad Jizerou, à 15,5 km au sud-sud-est de Mladá Boleslav et à 43 km au nord-est de Prague.
La commune est limitée par Luštěnice au nord-ouest, par Smilovice au nord-ouest, par Vlkava à l'est, par Všejany au sud, et par Lipník et Benátky nad Jizerou à l'ouest.

## Histoire
La première mention écrite de la localité date de 1088.

## Transports
Par la route, Čachovice se trouve à 11 km de Benátky nad Jizerou, à 23 km de Mladá Boleslav et à 52 km de Prague.